# Stenocorus
Stenocorus (лат.) — род жуков из подсемейства усачиков семейства жуков-усачей.

## Описание
Тело крупное, вытянутое. Усики короче тела. Бока переднеспинки несут некрупный, туповатый бугорок; диск посередине с продольной бороздкой. Надкрылья к вершине у самцов более, у самок менее сужены, на диске чуть-чуть выраженными продольными рёбрышками.

## Систематика
В роде выделяют следующие виды:
- Stenocorus alteni Giesbert & Hovore, 1998
- Stenocorus amurensis (Kraatz, 1879)
- Stenocorus caeruleipennis (Bates, 1873)
- Stenocorus cinnamopterus (Randall, 1838)
- Stenocorus copei Linsley & Chemsak, 1972
- Stenocorus cylindricollis (Say, 1824)
- Stenocorus flavolineatus (LeConte, 1854)
- Stenocorus meridianus (Linnaeus, 1758)
- Stenocorus nubifer (LeConte, 1859)
- Stenocorus obtusus (LeConte, 1873)
- Stenocorus schaumii (LeConte, 1850)
- Stenocorus testaceus Linsley & Chemsak, 1972
- Stenocorus trivittatus (Say, 1824)
- Stenocorus vestitus (Haldeman, 1847)
- Stenocorus vittiger (Randall, 1838)